# Howard Hughes
Howard Robard Hughes Jr. (ur. 24 grudnia 1905 w Humble, zm. 5 kwietnia 1976 w Houston) – amerykański miliarder, pilot i konstruktor lotniczy oraz producent filmowy. Fundator Instytutu Medycznego Howarda Hughesa.

## Rodzina i dzieciństwo
Był synem potentata naftowego, po którego śmierci odziedziczył 1 mld dol. i ponad 75 proc. udziałów w należącym do ojca naftowym towarzystwie wiertniczym. Od dzieciństwa cierpiał na 50-procentową utratę słuchu.

## Pilot i konstruktor
W 1935 ustanowił światowy rekord prędkości – 567 km/h, a trzy lata później wykonał etapowy lot dookoła świata w czasie 91 godzin. Celem szybkiego przerzucania przez Ocean Atlantycki olbrzymiej liczby wojska opracował w 1944 projekt gigantycznego wodnosamolotu transportowego H-4 Hercules o rozpiętości skrzydeł 98 m i masie startowej 181 ton. Jednorazowo mógł transportować 750 żołnierzy w pełnym rynsztunku, albo dwa czołgi M4 Sherman. Problemy wykonawcze (konstrukcja drewniana w celu oszczędności metali) opóźniły realizację jedynego prototypu, który Hughes oblatał osobiście w 1947.
Założył wytwórnie lotnicze: Hughes Aircraft Company (1932; początkowo produkcja samolotów, z czasem astronautyczna i zbrojeniowa) i Hughes Helicopters (produkcja śmigłowców, m.in. OH-6 Cayuse i AH-64 Apache). Był także właścicielem spółki lotniczej TWA.

## Reżyser i producent
W latach 20. wykupił wszystkie studia nagraniowe RKO Pictures. Sfinansował produkcję filmu gangsterskiego Człowiek z blizną (1932). Wyreżyserował filmy: Aniołowie piekieł (1930) i Wyjęty spod prawa (1943). Był też producentem/producentem wykonawczym lub prezenterem prawie 30 filmów, zrealizowanych w latach 1926–1957.

## Życie prywatne
W latach 20. ożenił się z Ellą Rice, jednak małżeństwo nie trwało długo. Romansował z aktorkami: Katharine Hepburn, Bette Davis, Joan Fontaine, Jane Russell, Avą Gardner, Susan Hayward i Debrą Paget. Po ślubie z aktorką Jean Peters w 1957 zniknął z życia publicznego. Rozwiedli się w 1971.
W 1941 uległ poważnemu wypadkowi lotniczemu, wskutek którego doznał licznych obrażeń, pogłębiła się jego głuchota, a biografowie twierdzą, że od tego czasu zaczął mieć problemy psychiczne, w tym skłonności maniakalne i obsesję bycia osaczonym. Mocno zaniedbał swój wygląd, a także pokazywał się publicznie kompletnie nago, stąd pojawiło się podejrzenie, że zapadł na chorobę psychiczną. Jednocześnie wspierał finansowo działania senatorów, a dzięki swoim wpływom doprowadził m.in. do szybszego wprowadzenia programu integracji rasowej w szkole i programu budowy mieszkań socjalnych dla uboższej części społeczeństwa. Był związany z mormonami.
Howard Robard Hughes zmarł z powodu niewydolności nerek podczas lotu z Meksyku do Houston 5 kwietnia 1976. Mierzący 1,93 m mężczyzna był wychudzony do 46 kilogramów, a FBI musiało pobrać odciski palców, aby zidentyfikować całkowicie zaniedbanego mężczyznę.
Był laureatem wielu nagród m.in.: National Aviation Hall of Fame oraz Congressional Gold Medal (1939).
Po śmierci Hughesa toczyły się głośne procesy spadkowe o jego wielomiliardowy majątek.

## Kultura masowa
Życie Hughesa stało się podstawą trzech filmów, m.in. Aviator (2004) w reżyserii Martina Scorsese. Postać Howarda Hughesa była pierwowzorem dla stworzenia postaci Roberta Edwina House’a, pełni on role jednego z antagonistów gry Fallout: New Vegas oraz był inspiracją postaci Andriew Ryana w grach z serii Bioshock.